# Bulbo (botánica)

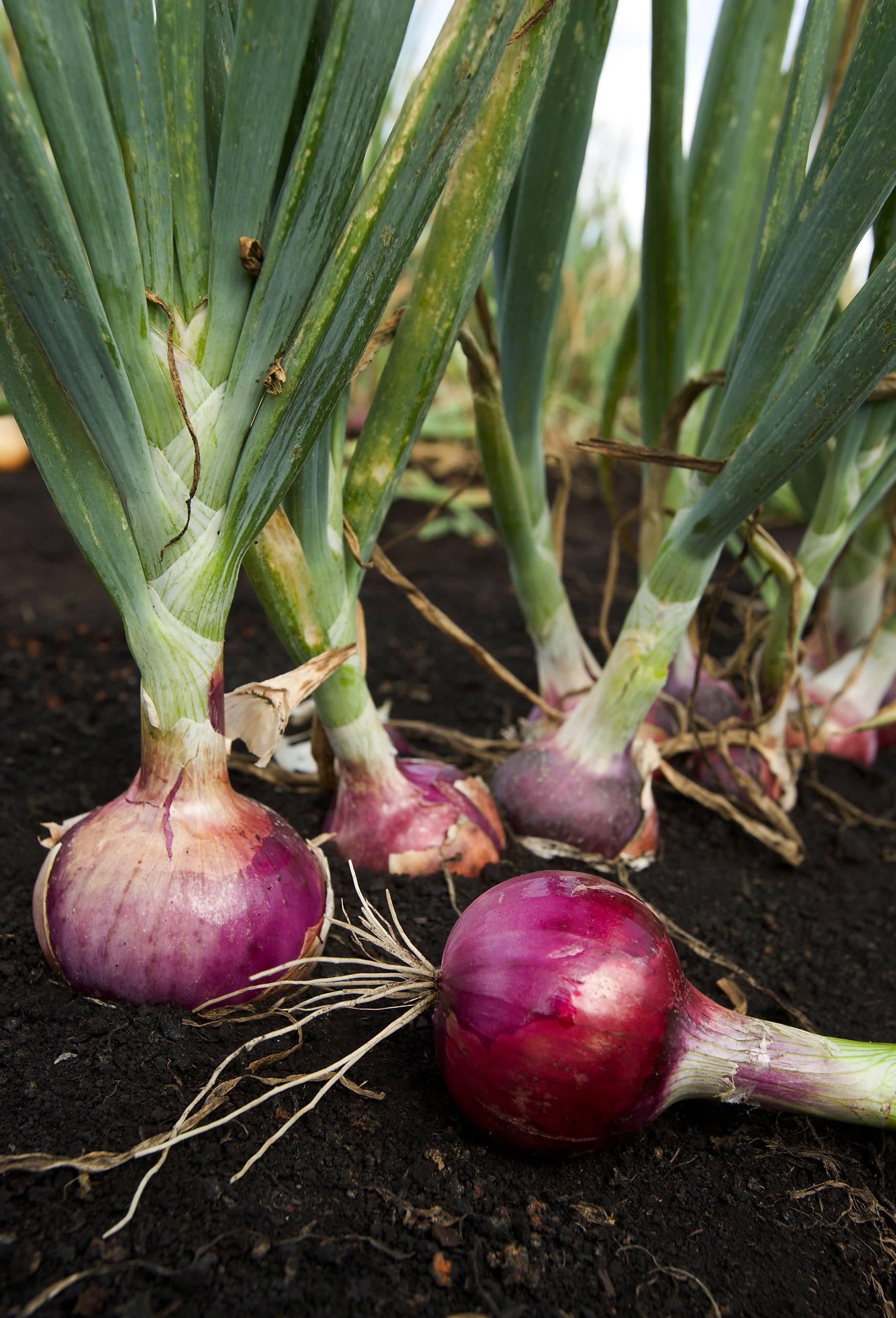
Plantas y Bulbos de cebolla (Allium cepa).

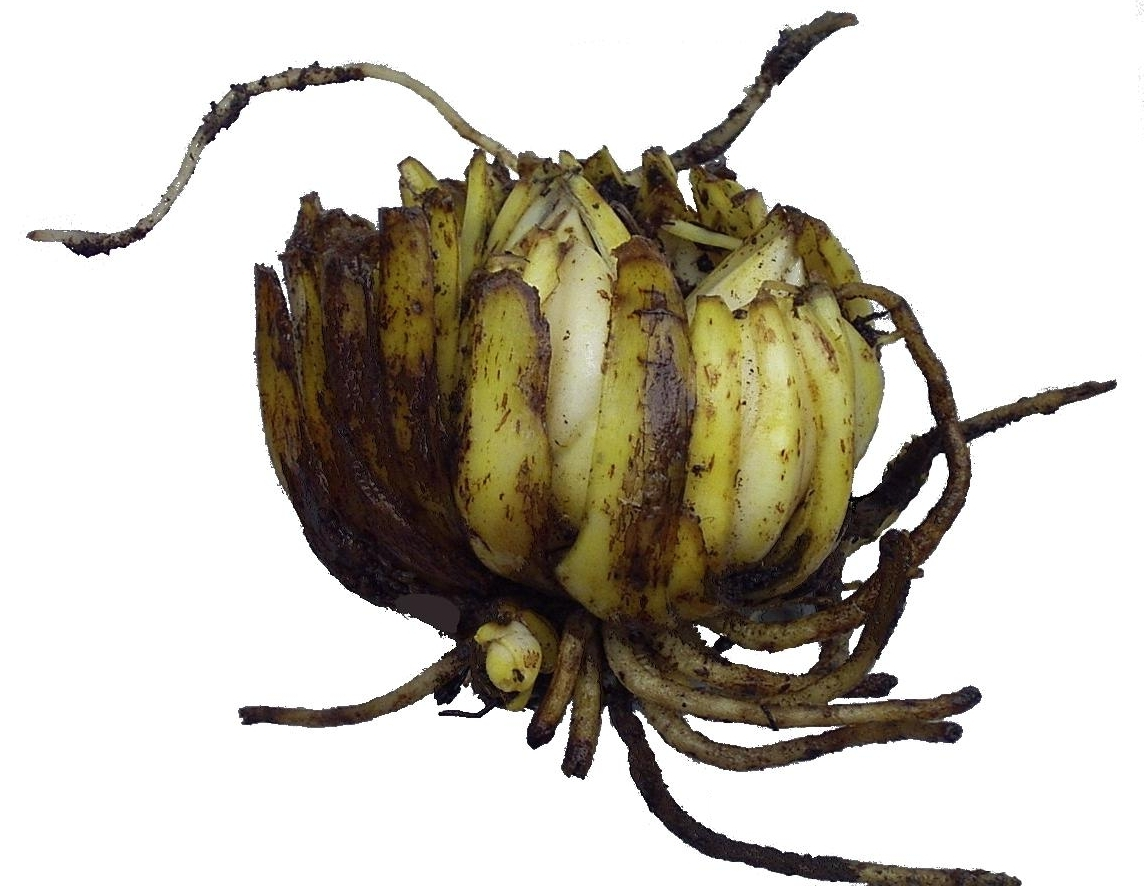
Bulbo escamoso de azucena (Lilium sp.).

Los bulbos, al igual que los rizomas, cormos y tubérculos, son órganos subterráneos de almacenamiento de nutrientes, los cuales cumplen la función de órgano reservante. Las plantas que poseen este tipo de estructuras se denominan colectivamente plantas bulbosas.

## Partes
El bulbo está formado por el engrosamiento de la base de las hojas y consta de 5 partes principales:
- Disco basal: esta en la parte inferior del bulbo desde donde crecen las raíces.
- Catáfilos , escamas o carnosas: son el órgano de almacenamiento principal, ya que en sus tejidos parenquimáticos es donde se acumulan los nutrientes.
- Túnica: es una capa que rodea a las escamas y las protege de la desecación.
- Vástago: consiste en una yema floral y otras yemas en desarrollo.
- Yemas laterales: las que durante el período de crecimiento darán origen a nuevos bulbos, denominados chota.

## Clasificación
Los bulbos se clasifican en dos tipos, tunicados, en los que sus bases están rodeadas por capas superpuestas, como la cebolla, y escamosos, en los que dichas bases están imbricadas (como las tejas de un tejado) y son más carnosas. Ambas clases producen bulbillos que sirven para reproducir las plantas, una vez que han alcanzado el tamaño suficiente.
Entre los bulbos tunicados se incluyen el tulipán (Tulipa), el narciso (Narcissus), el jacinto (Hyacinthus), el muscari (Muscari), la cebolla (Allium cepa) y los ajos ornamentales (algunas de las especies de Allium). Un ejemplo de bulbo imbricado es el lirio (Lilium). El bulbo imbricado no tiene la túnica que protege las escamas carnosas.
Algunas orquídeas epifitas forman órganos similares a los bulbos, no subterráneos, llamados pseudobulbos.

## Especies de bulbo comestibles
- Allium cepa (Cebolla)
- Allium sativum (ajo)
- Allium ampeloprasum var. porrum (Puerro)
- Tigridia pavonia
- Erigenia bulbosa
- Tulbaghia alliacea